# Jean Arnaud Cabannes de Cauna
Jean Arnaud Vincent Cabannes de Cauna est un homme politique français né le 19 juillet 1783 à Saint-Sever (Landes) et décédé le 20 janvier 1829 à Saint-Sever.

## Présentation
Baron de Cauna, il est maire de Saint-Sever, il est député des Landes de 1827 à 1829, siégeant au centre droit. Nommé sous-préfet de Saint-Sever en 1828, il meurt quelques mois plus tard.

### Sources
- « Jean Arnaud Cabannes de Cauna », dans Adolphe Robert et Gaston Cougny, Dictionnaire des parlementaires français, Edgar Bourloton, 1889-1891 [détail de l’édition]